# 陳大賓
陳大賓（1516年—1571年），字敬夫，號見吾，湖廣荊州府江陵縣人，匠籍，明朝政治人物。

## 生平
嘉靖二十二年（1543年）癸卯科湖廣鄉試第六十二名舉人。嘉靖二十三年（1544年）中式甲辰科會試第二百四十七名，登第三甲第五十六名進士。初授上虞县知县，治行卓越，二十八年十一月选为南京江西道監察御史，弹劾不避权贵。歷陞直隸河間府知府，累官福建左布政使，隆慶元年（1567年）二月升都察院右副都御史、巡撫雲南，任内发总镇沐朝弼不法之事。四年五月陞工部右侍郎、兼都察院右佥都御史、总理河道提督军务，五年八月卒。

## 家族
曾祖陳溥；祖父陳伯泰；父陳琳，母趙氏；繼母卓氏。重庆下。